# Fritz Hoffmann
Fritz Hoffmann (Berlín, 19 de junio de 1871 - Berlín, 14 de julio de 1927) fue un atleta y gimnasta alemán que compitió en los Juegos Olímpicos de Atenas de 1896 en múltiples pruebas de atletismo y gimnasia.
Hoffmann compitió en los 100 metros, en la clasificación obtuvo la segunda posición en una carrera con cinco atletas, que le permitió clasificarse para la final. Con un tiempo de 12,2 segundos quedó en segunda posición, y consiguió la medalla de plata tras Tom Burke de los Estados Unidos. 
También compitió en la modalidad de 400 metros lisos, logrando clasificarse para la final con una segunda posición de su serie y quedando en cuarta posición en la final de los 400 metros con 55,6 segundos.
En el salto de altura quedó en la última posición de los cinco atletas que competían, con un mejor salto de 1,55 metros. En el triple salto quedó empatado en la sexta y séptima posición con el atleta griego Khristos Zoumis. En lanzamiento de peso quedó en una de las tres últimas posiciones empatado con Carl Schuhmann y Ellery Clark.
Además tomó parte en tres competiciones de gimnasia, escalada de cuerda de forma individual y barra fija y barras paralelas con el equipo de gimnasia alemán. En escalada de cuerda consiguió la tercera posición con 12,5 metros escalados, con lo que logró una medalla de bronce tras los dos atletas griegos, Nikolaos Andriakopoulos y Thomas Xenakis, en la cuerda de 14 metros. En las competiciones por equipo, del cual Hoffmann era capitán, el equipo alemán ganó el oro en las dos competiciones existentes, barras paralelas y barra fija.

## Palmarés
Gimnasia
- Medalla de oro por equipos en los Juegos Olímpicos de Atenas (1896) en barras paralelas.
- Medalla de oro por equipos en los Juegos Olímpicos de Atenas (1896) en barra fija.
- Medalla de bronce en los Juegos Olímpicos de Atenas (1896) en escalada de cuerda.

Atletismo
- Medalla de plata en los Juegos Olímpicos de Atenas (1896) en 100 metros lisos.

- Datos: Q170300
- Multimedia: Fritz Hofmann (athlete) / Q170300